# Зовнішні Східні Карпати

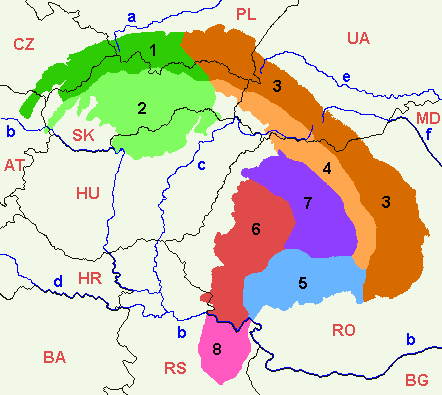
1. Зовнішні Західні Карпати
2. Внутрішні Західні Карпати
3. Зовнішні Східні Карпати
4. Внутрішні Східні Карпати
5. Трансильванські Альпи (Південні Карпати)
6. Західні Румунські Карпати
7. Трансильванське плато
8. Сербські Карпати

Зо́внішні Схі́дні Карпа́ти — зовнішня частина провінції Східних Карпат. Розташована в Румунії, Україні та (частково) Польщі й Словаччині. Простягається від межі із Західними Карпатами, яку проводять через Тилицький перевал або, за польським поділом Карпат, через Лупківський перевал на кордоні Словаччини й Польщі до перевалу Предял та долини річки Прахова у Румунії у південно-східному напрямку.  
На території Польщі й Словаччини до Зовнішніх Східних Карпат належать Центральнобескидське передгір'я, Низькі або Центральні Бескиди та Бещади з найвищою вершиною Тарниця (1366 м). За польським фізико-географічним поділом Центральнобескидське передгір'я та Центральні Бескиди відносять до Західних Зовнішніх Карпат. У межах території України до підпровінції відносять фізико-географічні області Зовнішньофлішових (Скибових) Карпат, Вододільно-Верховинських та Полонинсько-Чорногірських Карпат. Довжина їх у межах України від витоків Сяну (права притока Вісли) та лівих приток Дністра до верхньої течії Сучави становить близько 270 км, ширина 80–90 км. У масиві Чорногора Полонинсько-Чорногірських Карпат знаходиться найвища вершина усіх Зовнішніх Східних Карпат — гора Говерла (2061 м). На території Румунії до підпровінції відносять групу гірських хребтів і масивів під загальною назвою Молдавсько-Мунтенські Карпати. Найвищою вершиною серед них є пік Ому (1932 м) у горах Сухард, які розташовані неподалік українського-румунського кордону, східніше масиву Родна. 

## В Україні
В Україні розташовані в межах Львівської, Івано-Франківської, Чернівецької і Закарпатської областей. До цієї частини Карпат належать Зовнішньофлішеві Карпати (Східні Бескиди, Скибові Ґорґани, Покутсько-Буковинські Карпати), Вододільно-Верховинські Карпати (Сянсько-Ріцька Верховина, Привододільні Ґогани, Бистрице-Селятинське низькогір'я) а також Полонинсько-Чорногірські Карпати (Полонинське пасмо, Свидовецько-Чорногірський та Гринявсько-Яловичорський масиви). 